# Partit de la Independència d'Hongria
El Partit de la Independència d'Hongria (en hongarès Magyar Függetlenségi Párt, MFP) va ser un partit polític conservador d'Hongria en el període posterior a la Segona Guerra Mundial.

## Història
El partit va ser fundat el 28 de juliol de 1947, poc abans de les eleccions parlamentàries. Liderat per Zoltán Pfeiffer, va obtenir 49 dels 411 escons, convertint-se en el cinquè partit més gran de l'Assemblea Nacional. No obstant això, a l'octubre del mateix any el Comitè Nacional Electoral va dictaminar que el partit havia participat il·legalment en les eleccions i els seus escons van ser anul·lats.
El partit es va reorganitzar sota el lideratge de Tibor Hornyák durant la revolució hongaresa de 1956, però després de la invasió soviètica va ser prohibit novament. La majoria dels seus líders, membres i els involucrats en la seva operació i organització van ser arrestats o monitoritzats, molts dels quals van ser condemnats a presó. A través d'acords aconseguits entre el règim de János Kádár i Occident per obtenir ajuda, Hornyák, juntament amb diversos altres convictes polítics, va ser alliberat de la seva sentència original de 12 anys de presó sota amnistia general del 1963.
Es va restablir per tercera vegada el 2 d'abril de 1989, després de la caiguda del comunisme. A les eleccions parlamentàries del 1990 va obtenir menys del 0,1% dels vots, dissolent-se el mateix any.

## Resultats electorals
| Any  | Vots    | %     | Escons   | Govern            |
| ---- | ------- | ----- | -------- | ----------------- |
| 1947 | 670,751 | 13.43 | 43 / 411 | Oposició          |
| 1990 | 2,143   | 0.04  | 0 / 386  | Extraparlamentari |